# Biebrich (Wiesbaden)

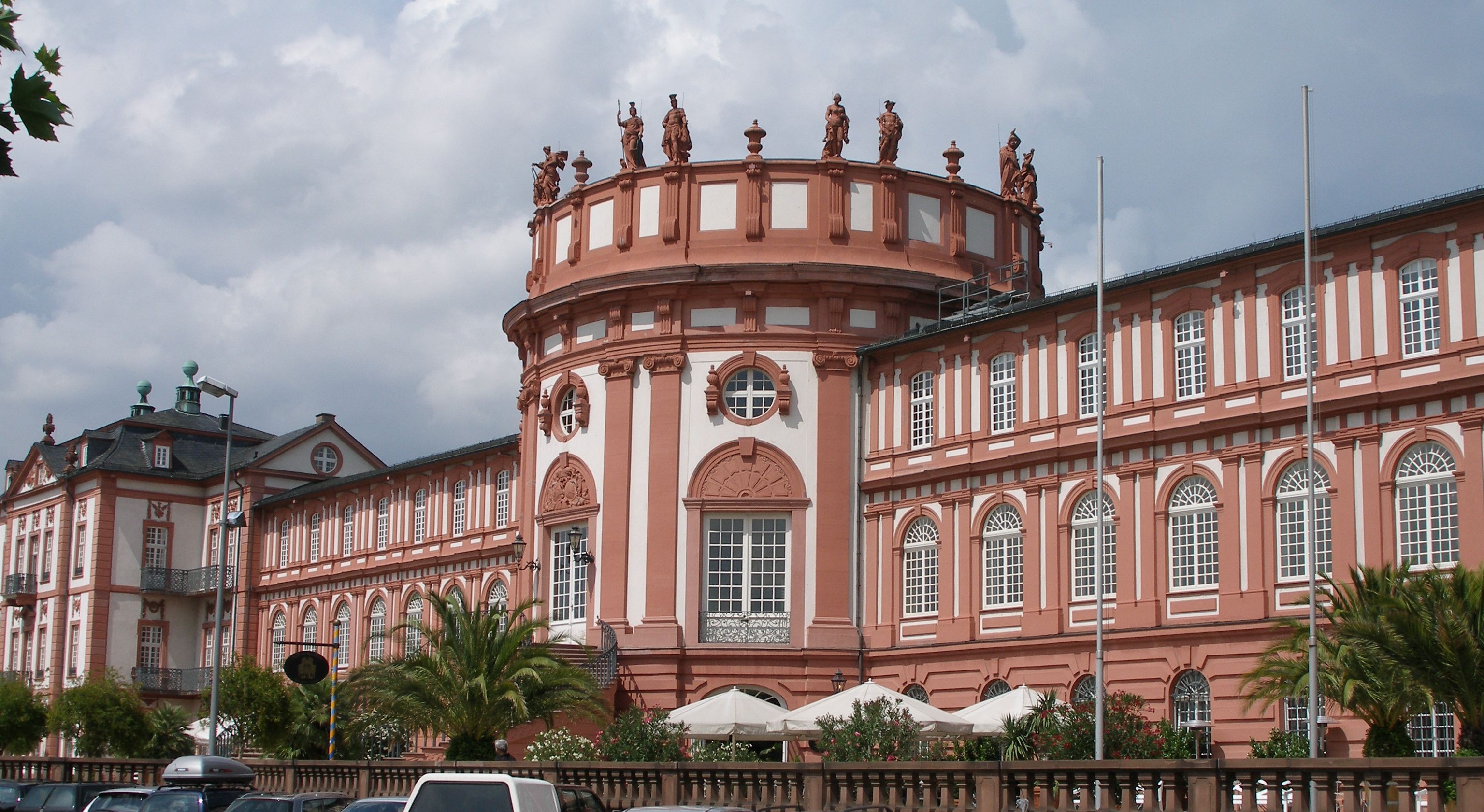
Castello di Biebrich

Biebrich è un distretto di Wiesbaden (fino al 1926 era un comune autonomo). Con i suoi 37 259 abitanti è il più grande fra i distretti cittadini. Si trova sulla riva nord del fiume Reno.

## Traffico

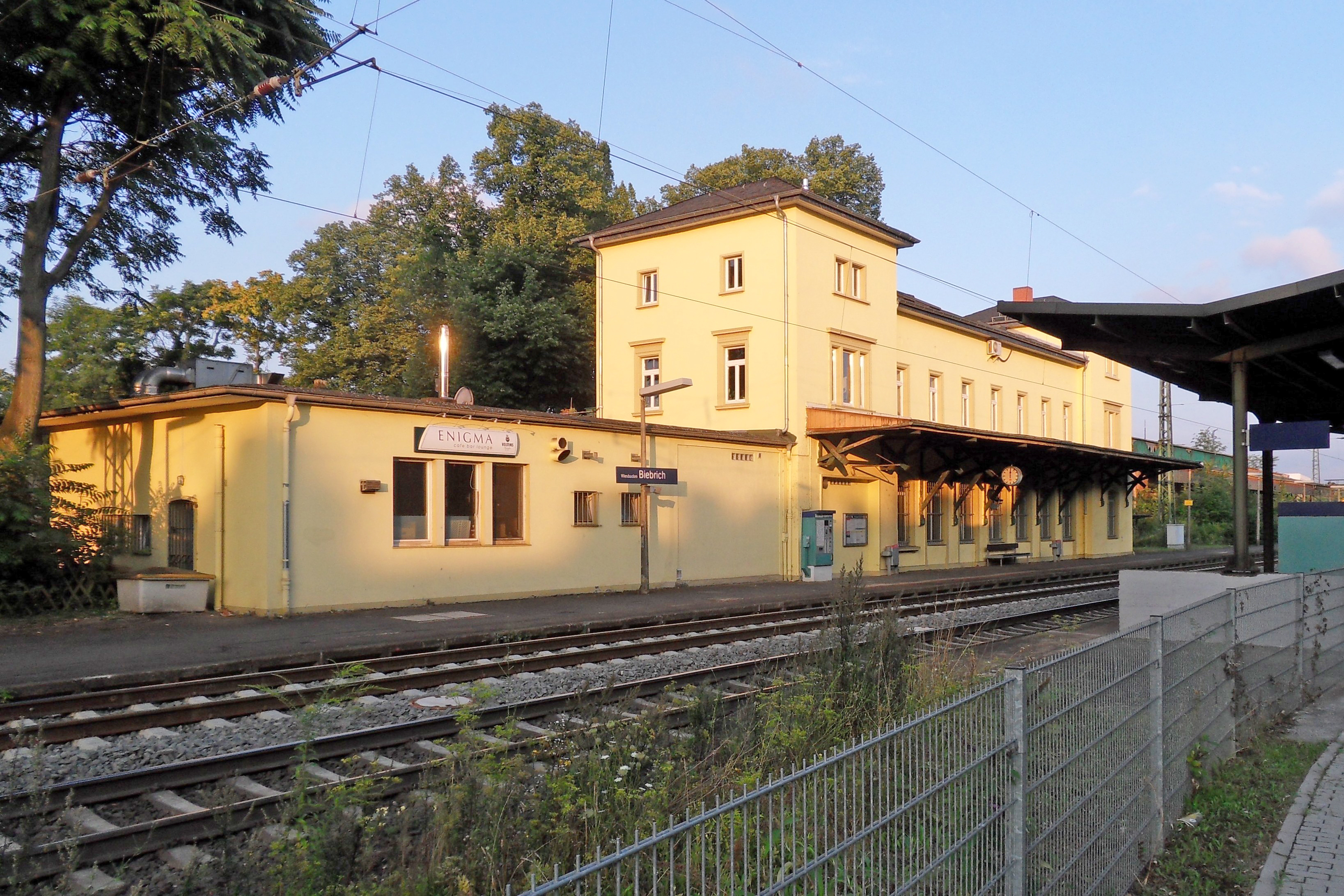
La stazione di Biebrich

La stazione di Biebrich servito con treni regionali con direzione Francoforte Hbf, Wiesbaden Hbf e Coblenza.
L'uscita "Wiesbaden-Biebrich" dell'autostrada 66 (tra Wiesbaden e Francoforte) situato nella parte nord di Biebrich.